# StarFlyer

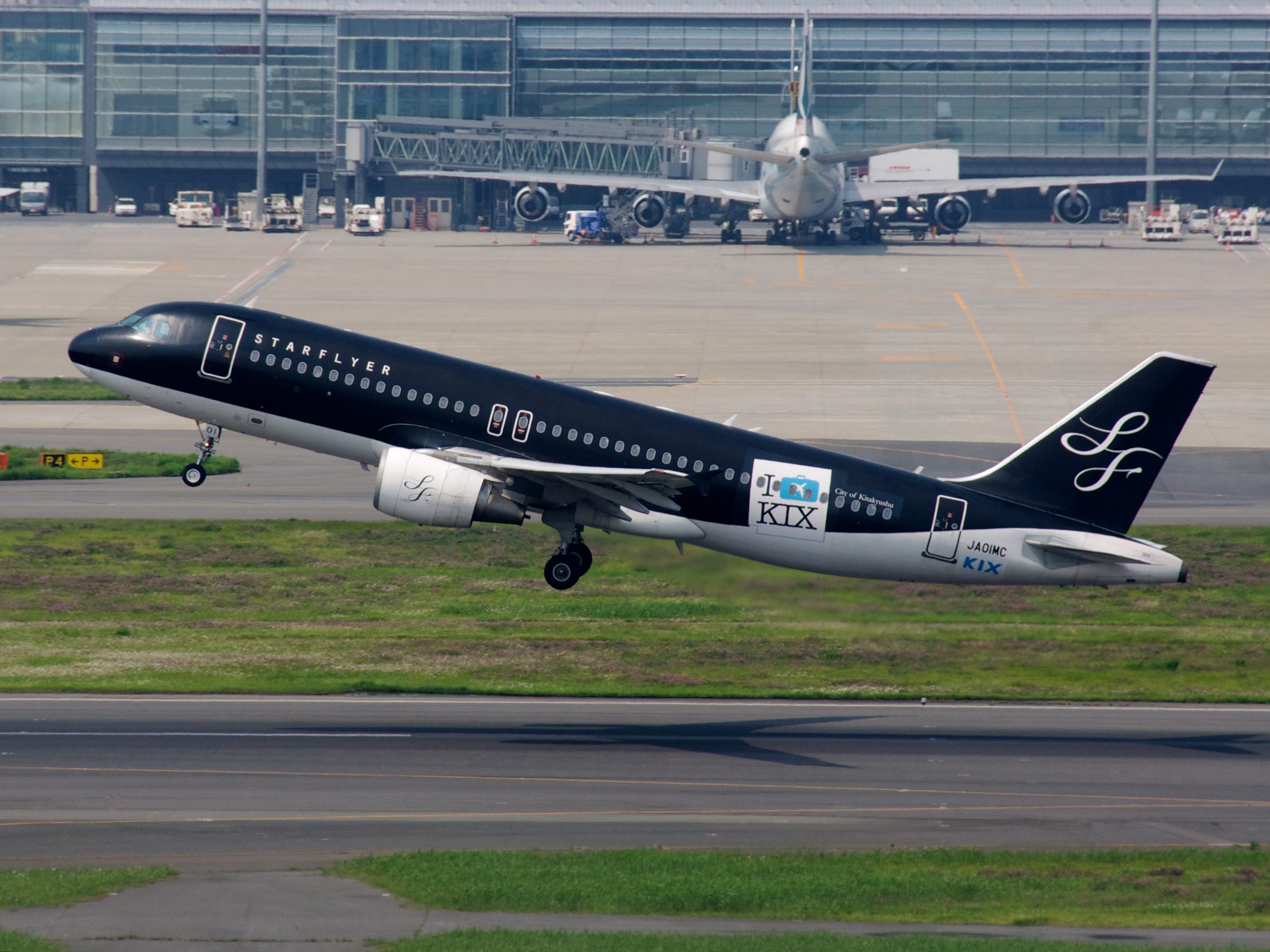
Star Flyer Airbus A320 (Haneda)

Pour les articles homonymes, voir Starflyer (homonymie).
 (décembre 2018).
StarFlyer (株式会社スターフライヤー, Kabushiki-gaisha Sutāfuraiyā) est une compagnie aérienne japonaise basée à Kitakyūshū dans la préfecture de Fukuoka. Bien que le code IATA soit « 7G », elle utilise pour ses vols domestiques le code « MQ », qui, à l'extérieur du Japon est utilisé par Envoy Air. 

## Histoire
StarFlyer a été fondée le 17 décembre 2002 sous le nom de Kobe Airlines avec le projet de se baser sur le futur aéroport de Kobe (inauguré en 2006). Ses fondateurs sont Takaaki Hori de la Japan Airlines et l'ancien dirigeant de la All Nippon Airways Yasushi Muto. En mars 2003 la compagnie prend le nom de StarFlyer, et à la fin de a même année elle déménage vers l'aéroport de Kitakyushu, lui aussi inauguré en 2006. Elle commence finalement à opérer en mars 2006 dès la mise en service de l'aéroport avec des vols entre Tokyo Haneda  et Kitakyushu, devenant ainsi la première compagnie à exploiter le nouvel aéroport.
Dès février 2006 la jeune compagnie passe un accord avec le leader du marché japonais, All Nippon Airways, pour utiliser son système de réservation. Cette coopération se poursuit dès juin 2017 avec des accords de partage de code. Ce partage de code a pour conséquence immédiate une très forte augmentation des taux de remplissage des vols StarFlyer entre Tokyo Haneda et Kitakyushu puis entre Haneda et Fukuoka, dès lors qu'ils sont vendus sous le nom d'ANA.
StarFlyer prévoit son introduction en bourse pour 2008, mais de mauvais résultats financiers liés aux difficultés globales du marché des compagnies aériennes à bas prix la pousse à repousser l'opération de trois ans. Ces difficultés finissent par pousser Hori et Muto à quitter leurs fonctions en juin 2009. Ils sont remplacés par Shinichi Yonehara. L'introduction à la bourse de Toyko a finalement lieu le 21 décembre 2011.
En décembre 2012, ANA annonce qu'elle prend 18 % des parts de StarFlyer, devenant ainsi le premier actionnaire de la compagnie.
En juillet 2013, StarFlyer lance ses premiers vols réguliers internationaux, entre Kitakyushu et Busan en Corée du Sud.
Au début de la Pandémie de Covid-19 en mars 2020, StarFlyer réduit ses opérations et suspend ses vols internationaux vers Taipei, avant que la compagnie n'annule plus tard ses vols entre Kitakyushu et Naha. En décembre 2022, la compagnie relance ses services internationaux, au début par des vols charter entre Kitakyushu et Taipei entre janvier et février 2023.

## Destinations
Au mois de janvier 2023, StarFlyer exploitait un mix de vols réguliers et charter vers des destinations domestiques et vers la Corée du Sud et Taïwan.